# Vandijkophrynus
Genre
Vandijkophrynus est un genre d'amphibiens de la famille des Bufonidae.

## Répartition
Les cinq espèces de ce genre se rencontrent en Afrique australe.

## Liste d'espèces
Selon Amphibian Species of the World (16 avril 2013) :
- Vandijkophrynus amatolicus (Hewitt, 1925)
- Vandijkophrynus angusticeps (Smith, 1848)
- Vandijkophrynus gariepensis (Smith, 1848)
- Vandijkophrynus inyangae (Poynton, 1963)
- Vandijkophrynus robinsoni (Branch & Braack, 1996)

## Étymologie
Le nom de ce genre est formé à partir de Vandijk, en l'honneur de D. Eduard Van Dijk, et du mot grec phrynos, le crapaud.

## Publication originale
- Frost, Grant, Faivovich, Bain, Haas, Haddad, de Sá, Channing, Wilkinson, Donnellan, Raxworthy, Campbell, Blotto, Moler, Drewes, Nussbaum, Lynch, Green & Wheeler, 2006 : The amphibian tree of life. Bulletin of the American Museum of Natural History, no 297, p. 1-371 (texte intégral).